# Jane Lundblad
Jane Kristina Lundblad, född 28 maj 1905 i Vänersborg, Västergötland, död 15 december 1986 i Hedvig Eleonora församling, Stockholm, var en svensk översättare och journalist. Under sju år var hon Torgny Segerstedts sekreterare på Göteborgs handels- och sjöfartstidning och både skrev och översatte åtskilligt material till tidningen. Hon disputerade för filosofie doktorsgrad på Nathaniel Hawthorne and European literary tradition vid Uppsala universitet 1947 och åt Tidens förlag redigerade hon under 1950-talet bokserierna Engelska klassiker och Amerikanska klassiker. Engelska var hennes huvudsakliga översättningsspråk, men hon översatte också från tyska och (i mindre utsträckning) franska. Blandat med en del mer umbärliga böcker översatte hon en rad engelska och amerikanska klassiker såsom Samuel Pepys, Henry James, Gertrude Stein och Virginia Woolf.
Hon var dotter till läkaren Olof Lundblad och hans hustru Eleonore, född af Sandeberg. De är begravda på Strandkyrkogården i Vänersborg.

## Översättningar (urval)
- Helen Ashton: På medelhavskryss med familjen (Family cruise) (Geber, 1934)
- Adalbert Stifter: Brokiga stenar : ett urval (Ur Bunte Steine) (Tiden, 1949)
- Graham Greene: Slutet på historien (The end of the affair) (Norstedt, 1952)
- Paul Valéry: Aforismer (Almqvist & Wiksell/Geber, 1954)
- James Boswell: Samuel Johnsons liv (Ur The life of Samuel Johnson LL.D.) (Forum, 1969)
- Mary Wollstonecraft: Brev skrivna under en kort vistelse i Sverige, Norge och Danmark (Letters written during a short residence in Sweden, Norway and Denmark) (Tiden, 1978)
- Barbara Pym: Förträffliga fruntimmer (Excellent women) (Bromberg, 1981)

## Priser
- Sveriges Författarfonds premium till personer för belöning av litterär förtjänst 1966, 1976